# Șekerînți, Izeaslav
Șekerînți (în ucraineană Шекеринці) este localitatea de reședință a comunei Șekerînți din raionul Izeaslav, regiunea Hmelnîțkîi, Ucraina.

## Demografie
Componența lingvistică a localității Șekerînți
     Ucraineană (99,14%)
     Alte limbi (0,86%)
Conform recensământului din 2001, majoritatea populației localității Șekerînți era vorbitoare de ucraineană (99,14%), existând în minoritate și vorbitori de alte limbi.